# Municipio de Santa Rosa de Lima (kommun)
Municipio de Santa Rosa de Lima är en kommun i Guatemala.   Den ligger i departementet Departamento de Santa Rosa, i den södra delen av landet, 40 km sydost om huvudstaden Guatemala City.